# Philodendron burle-marxii
Philodendron burle-marxii är en kallaväxtart som beskrevs av Graziela Maciel Barroso. Philodendron burle-marxii ingår i släktet Philodendron och familjen kallaväxter. Inga underarter finns listade.